# Mingevannet
Mingevannet  est un lac dans la municipalité de Sarpsborg, dans le comté d'Østfold en Norvège.

## Description
Mingevannen est la partie du cours ouest de Glomma qui s'étend de la partie de la rivière à Furuholmen jusqu'au pont de Trøsken. Le parcours occidental de Glomma est composé de Vestvannet, Ågårdselva, Visterflo, Skinnerflo et Seutelva.